# NGC 1378
NGC 1378 is twee sterren in het sterrenbeeld Oven. Het hemelobject werd op 19 januari 1865 ontdekt Duitse astronoom Johann Friedrich Julius Schmidt.

## Synoniemen
- ESO 358-30